# Indaiá (empresa)
Indaiá é uma empresa com sede em Fortaleza, no Ceará e fundada pelo Grupo Edson Queiroz. É considerada a maior distribuidora de água mineral do Brasil, com 41 fontes e atuação em 15 estados brasileiros.

## História
A empresa foi inaugurada em 1967 e pertencente ao Grupo Edson Queiroz.
Em 2018, a marca mais a Minalba que pertence ao mesmo grupo, se uniram a Nestlé Waters do Brasil, para disputar a liderança de mercado de água mineral.